# Koklåda

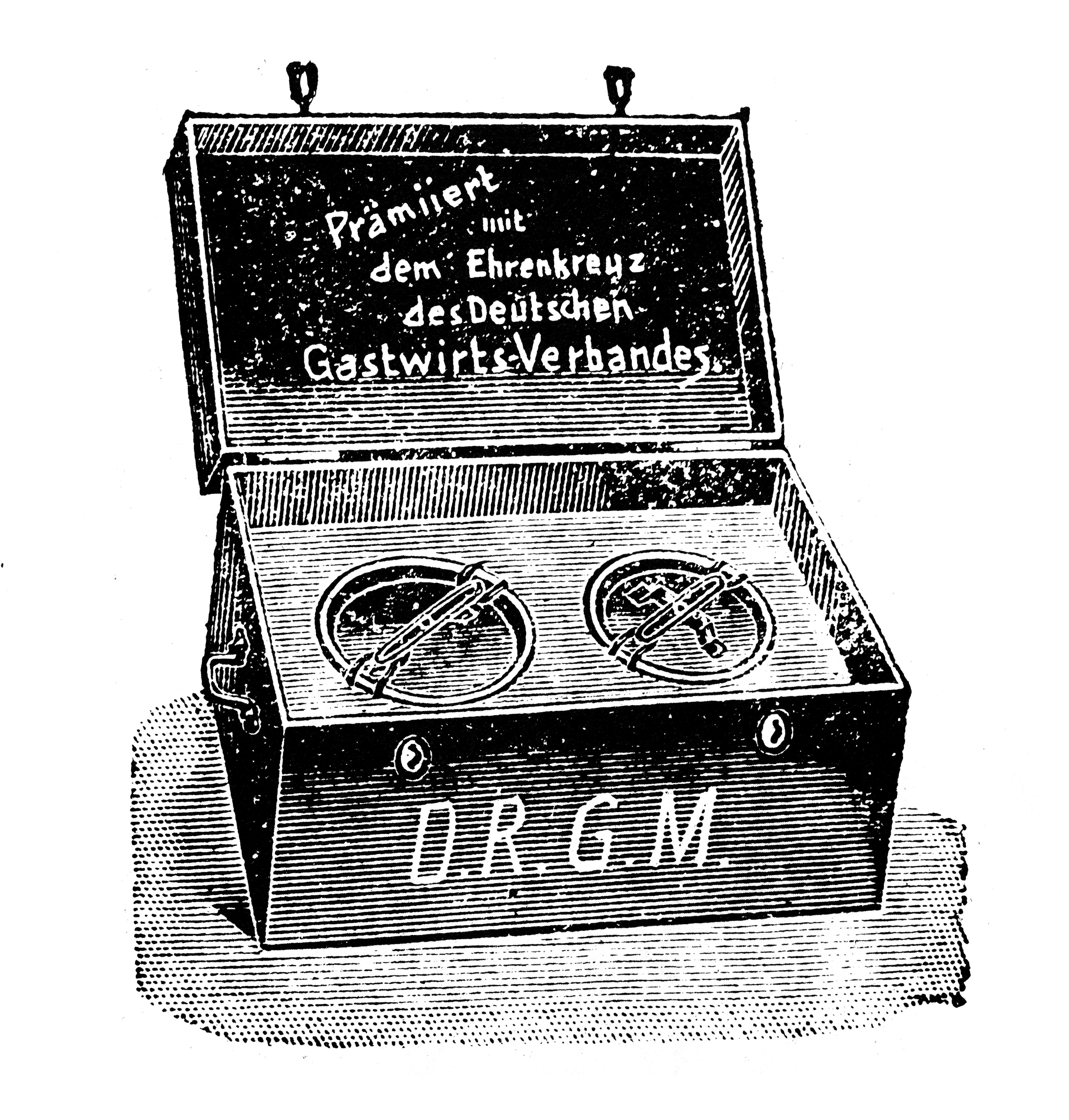
Koklåda från slutet av 1800-talet.

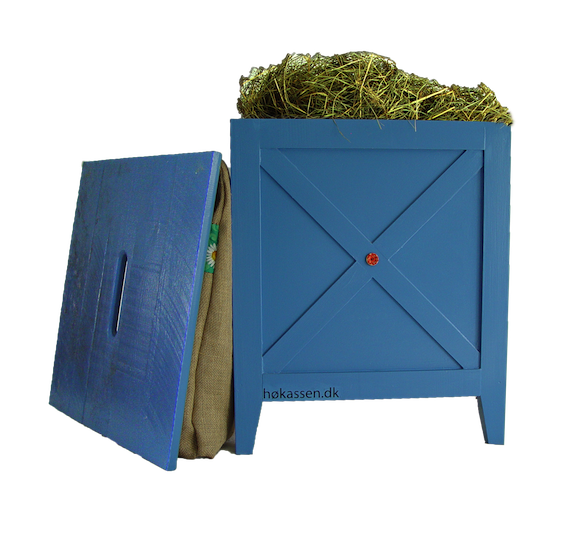
Koklåda av dansk design.

Koklåda är en anordning för varmhållning av rätter, främst i värmebesparande syfte.
Koklådor finns i en mängd konstruktioner, de enklaste består av en trälåda, i vilken det först uppvärmda kokkärlet nedsätts och inbäddas i hö i värmeisolerande syfte. I en sådan kan maten hållas uppvärmd under lång tid och därigenom färdigberedas.
Särskilt i början av 1900-talet propagerades hårt för användandet av koklådor. På 1920-talet lanserades elektriska koklådor. Särskilt under de båda världskrigen var koklådor vanliga. Med tiden började man dock uppmärksamma att den långa koktiden förstörde matens vitaminer, men ännu på 1950-talet förekom koklådor ganska flitigt.